# Al Capone-metoden
 Denne artikel omhandler overvejende eller alene danske forhold. Hjælp gerne med at gøre artiklen mere almen.
Al Capone-metoden, også kaldet Al Capone-modellen, går ud på at bekæmpe bandekriminaliteten ved at stresse bandemedlemmer økonomisk. Metoden er inspireret af sagen mod den legendariske gangsterboss Al Capone, som i 1932 blev fældet for skattesvig, fordi man ikke kunne finde beviser til at dømme ham for smugleri, mord eller anden kriminalitet.
I Danmark er metoden i nyere tid blevet brugt af SKATs og Politiet mod rocker- og indvandrerbander, ligesom også af for eksempel det britiske politi mod bander i Coventry.

## Brug af metoden i Danmark
I perioden fra 2010 til og med marts 2013 har Skat med såkaldte Al Capone-metoder gjort krav på 190 millioner kroner fra bande- og rockermiljøet i Danmark. I 2012 udvidede Skat sit fokus til også at omfatte personer uden for selve miljøet. Det betyder, at man har fået fat i en del af de virksomheder og bagmænd, der skaffer finansiering til de kriminelle medlemmer. Ud over de 190 millioner kroner, der er gjort krav på hos bandemedlemmer og rockere, har Skat fjernet værdier som biler, våben og smykker for knap 30 millioner kroner.
Metoden har været anvendt overfor rockerne siden 2002 og siden 2005 mod indvandrerbander. I 2007 gik det ikke som ønsket med Al Capone-metoden. Blandt andet løb en stort anlagt straffesag mod fem medlemmer af Bandidos ud i sandet. Anklagemyndigheden opgav dengang påtalen om groft skattesvig for over 10 millioner kroner.
I oktober 2012 anbefalede fødevareminister Mette Gjerskov, at bruge de såkaldte Al Capone-metoder for at komme import af ulovlige sprøjtemidler til livs – bl.a. efter en del sager med systematisk snyd og brug af ulovlige sprøjtemidler.